# Авезова, Мастура
Би Мастури (Мастура) Авезова (1905—1978) — советский политический деятель, депутат Верховного Совета СССР 1-го созыва (1938—1946).

## Биография
В 1926 году, сбросив паранджу, поступила в школу ликбеза, потом в вечернюю школу и в техникум шелководства, получила специальность мотального мастера. Член ВКП(б) с 1930 года. Участвовала в строительстве Ходжентского шелкокомбината, работала мастером, в 1934—1936 председателем фабкома профсоюза. С 1936 года член СНК Таджикской ССР.
Председатель Ленинабадского горисполкома (03.1936 — 1937?).
С 1938 года председатель Ленинабадского окрисполкома, с 1939 председатель Ленинабадского облисполкома Таджикской ССР. Делегат XVIII съезда ВКП(б).
С 1945 года — председатель Ленинабадского райисполкома, начальник Ленинабадского облшёлка.

### Политическая деятельность
Была избрана депутатом Верховного Совета СССР 1-го созыва от Таджикской ССР в Совет Национальностей в результате выборов 12 декабря 1937 года. Депутат Верховного Совета Таджикской ССР 2-5-го созывов.

## Награды
- орден Отечественной войны II степени
- 2 ордена Трудового Красного Знамени (в том числе 17.10.1939)
- 5 орденов «Знак Почёта» (в том числе 28.04.1940, «за активное участие в строительстве величайшего в Союзе ССР ирригационного сооружения Большого Ферганского канала имени тов. И. В. Сталина и проявленные при этом выдающиеся успехи»; 04.01.1944; 23.10.1954)